# Pseustes poecilonotus
Pseustes poecilonotus là một loài rắn trong họ Rắn nước. Loài này được Günther mô tả khoa học lần đầu tiên vào năm 1858.

## Hình ảnh

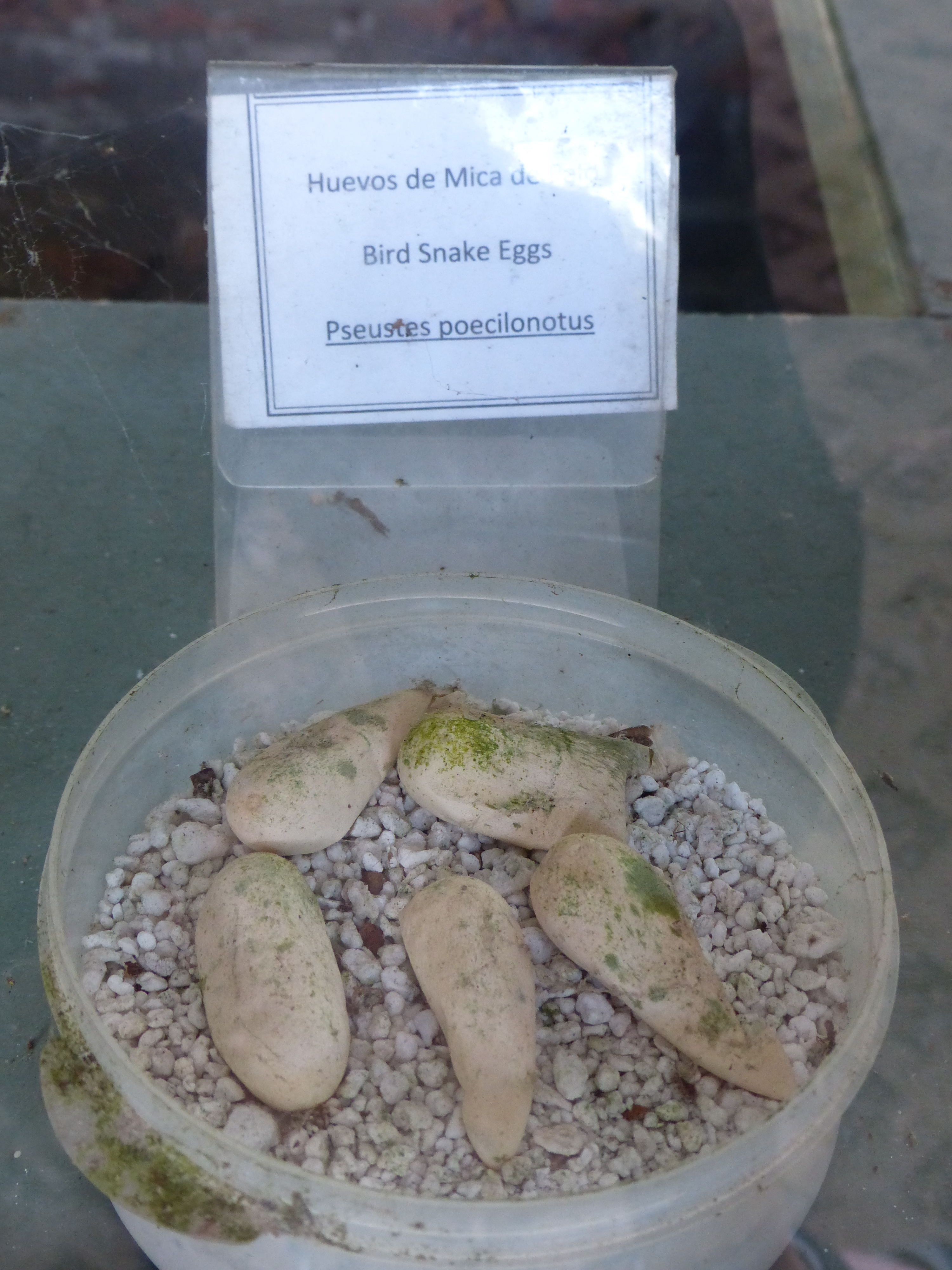
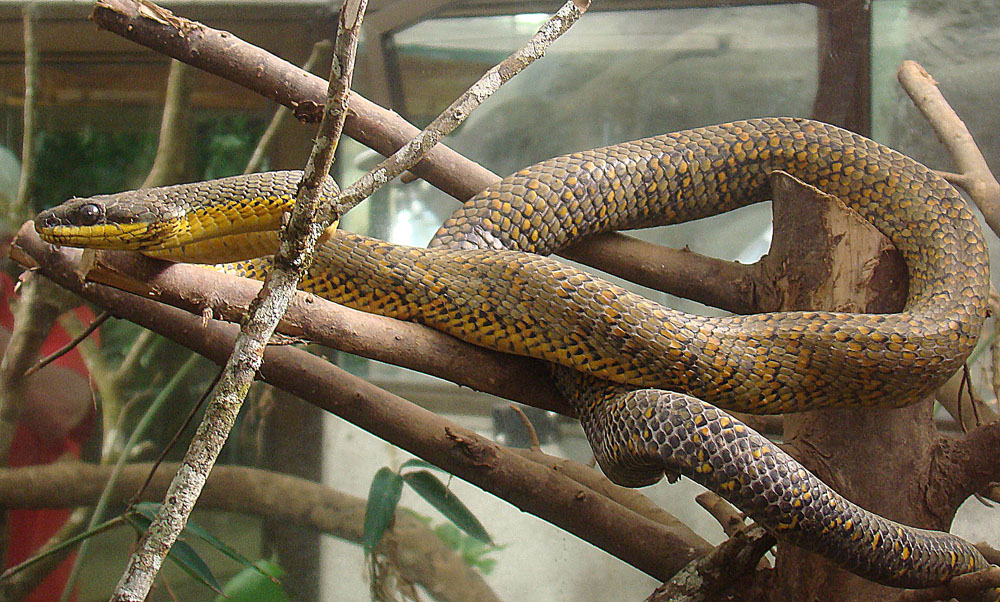